# Aixovar funerari

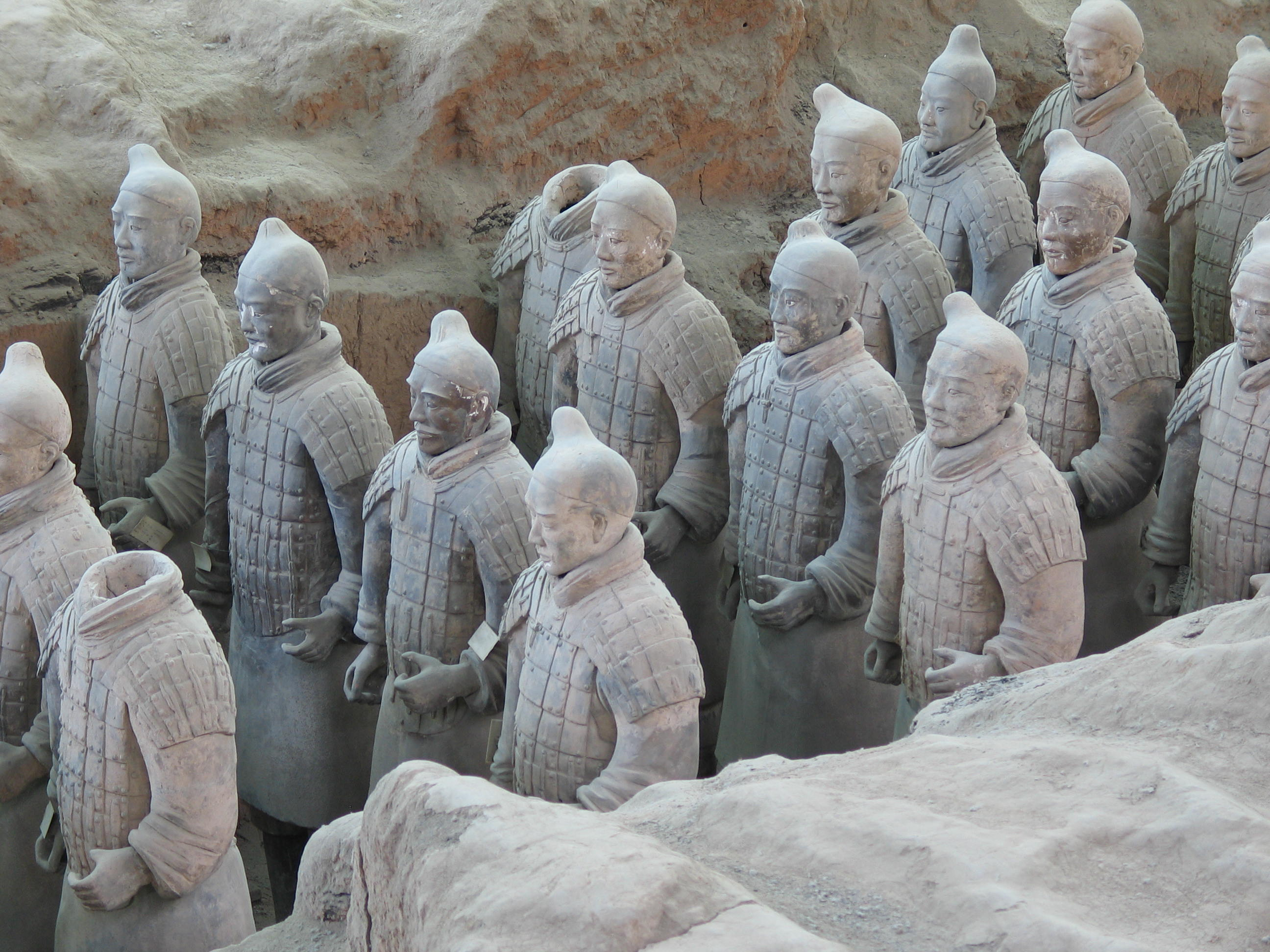
Els Guerrers de Terracota, part de l'aixovar funerari de la tomba de l'emperador xinès Qin Shi Huangdi a Xi'an

L'aixovar funerari és el conjunt d'objectes dipositats en els enterraments, individuals o col·lectius, al costat del difunt. Forma part de les primeres creences religioses, que sembla que van sortir de la necessitat de trobar una explicació a fenòmens de la natura. En l'època del Paleolític també es van començar a elaborar pintures rupestres, estatuetes i gravats o unes figuretes molt petites conegudes com a venus prehistòriques.